# Zaubertrixxer
Die ZaubertriXXer sind ein deutsches Zauberkünstler- und Illusionisten-Duo. 
Albin Zinnecker (* 8. März 1976 in Troisdorf) und Ingo Brehm (* 10. März 1975 in Köln) gründeten die ZaubertriXXer im Jahr 2001. Im Jahr 2014 wurden sie beim Wettbewerb des Magischen Zirkels von Deutschland e. V. (MZvD) zum Deutschen Meister der Zauberkunst in der Sparte Großillusionen ernannt. Im Jahr 2015 vertraten sie Deutschland bei den World Championships of Magic der Fédération Internationale des Sociétés Magiques (FISM) in Rimini ebenfalls in der Sparte Großillusionen.
Neben ihrer Tätigkeit auf der Bühne sind die ZaubertriXXer auch als Fachautoren und Berater tätig. Ihr Buch „Das Drehbuch zum Trick“ über die Entwicklung von Texten und Vorträgen für Zauberdarbietungen erschien 2010 und ist mittlerweile in der dritten Auflage erhältlich. 
Für den Film Ich war noch niemals in New York (2019) nach dem gleichnamigen Musical mit Liedern von Udo Jürgens entwickelten sie die Illusionen und coachten die Darsteller Pasquale Aleardi und Michael Ostrowski im Zaubern.